# آدولف موزیتو
آدولف موزیتو (انگلیسی: Adolphe Muzito؛ زادهٔ ۱۹۵۷) یک سیاست‌مدار اهل جمهوری دموکراتیک کنگو است.